# HD 21149
HD 21149，又名CD-33 1202，SAO 194268、HR 1031，是一颗恒星，视星等为6.5，位于銀經231.95，銀緯-56.71，其B1900.0坐标为赤經3h 19m 43.7s，赤緯-33° -56.71′ 43″。